# Качанівка (станція)
Кача́нівка — тупикова залізнична станція 5-го класу Полтавської дирекції Південної залізниці на неелектрифікованій лінії Григорівка — Качанівка (завдовжки 20,5 км). Розташована в селищі Парафіївка Прилуцького району Чернігівської області.

## Історія
Лінія до цукрового заводу та залізнична станція в селищі Парафіївка були відкриті 1913 року. 
Станом на 2017/2018 роки пасажирський рух по станції Качанівка відсутній.